# Google Pixel

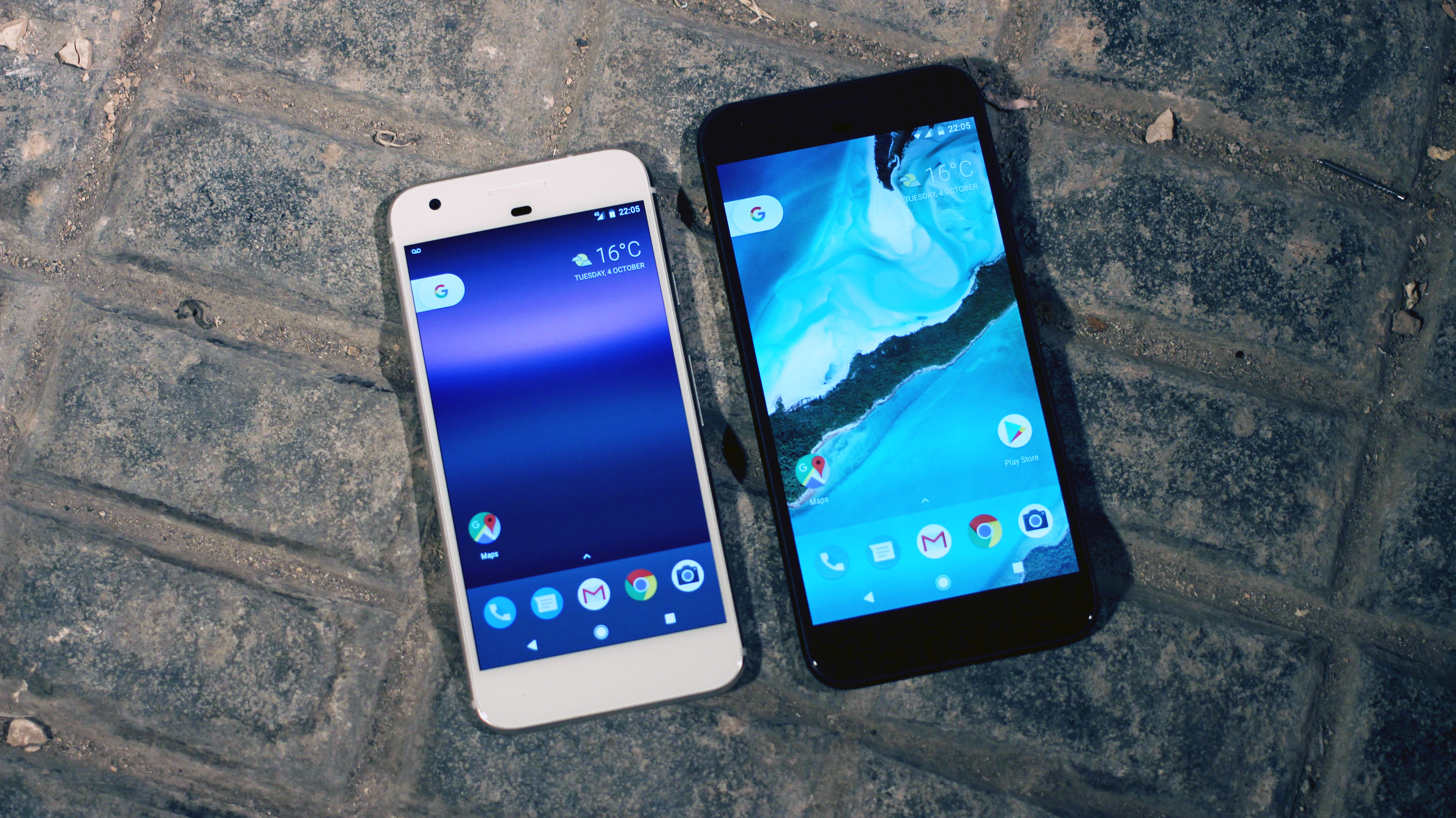
Smartphones Pixel und Pixel XL (1. Generation, 2016)

Pixel ist der Markenname einer seit 2013 erscheinenden Reihe von Geräten des US-amerikanischen Unternehmens Google, die als Betriebssysteme entweder Android oder ChromeOS verwenden. Die Android-Geräte gelten als die Nachfolgegeräte der Nexus-Reihe.

## Smartphones

### Pixel und Pixel XL

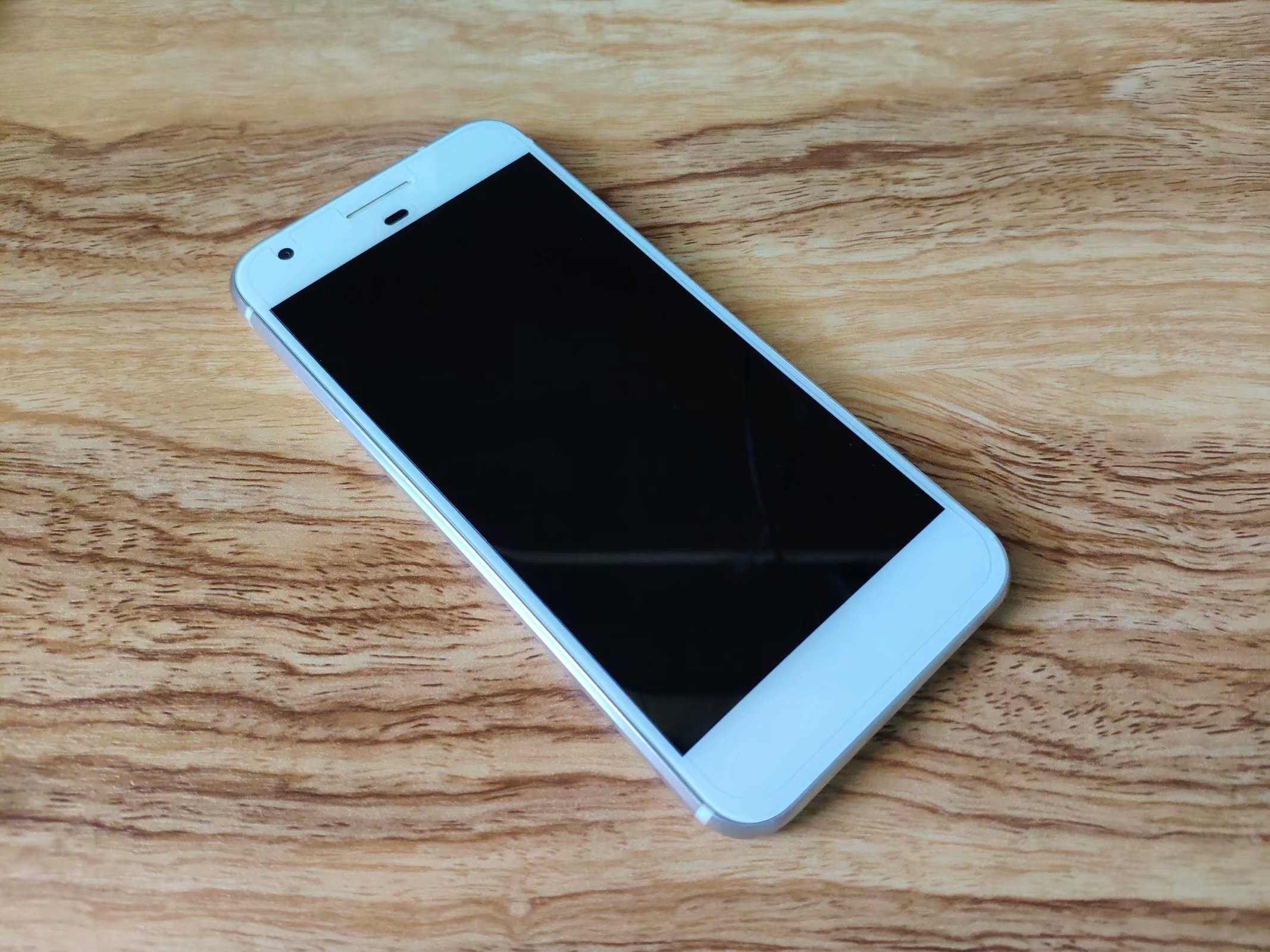
Vorderseite des Pixel 1
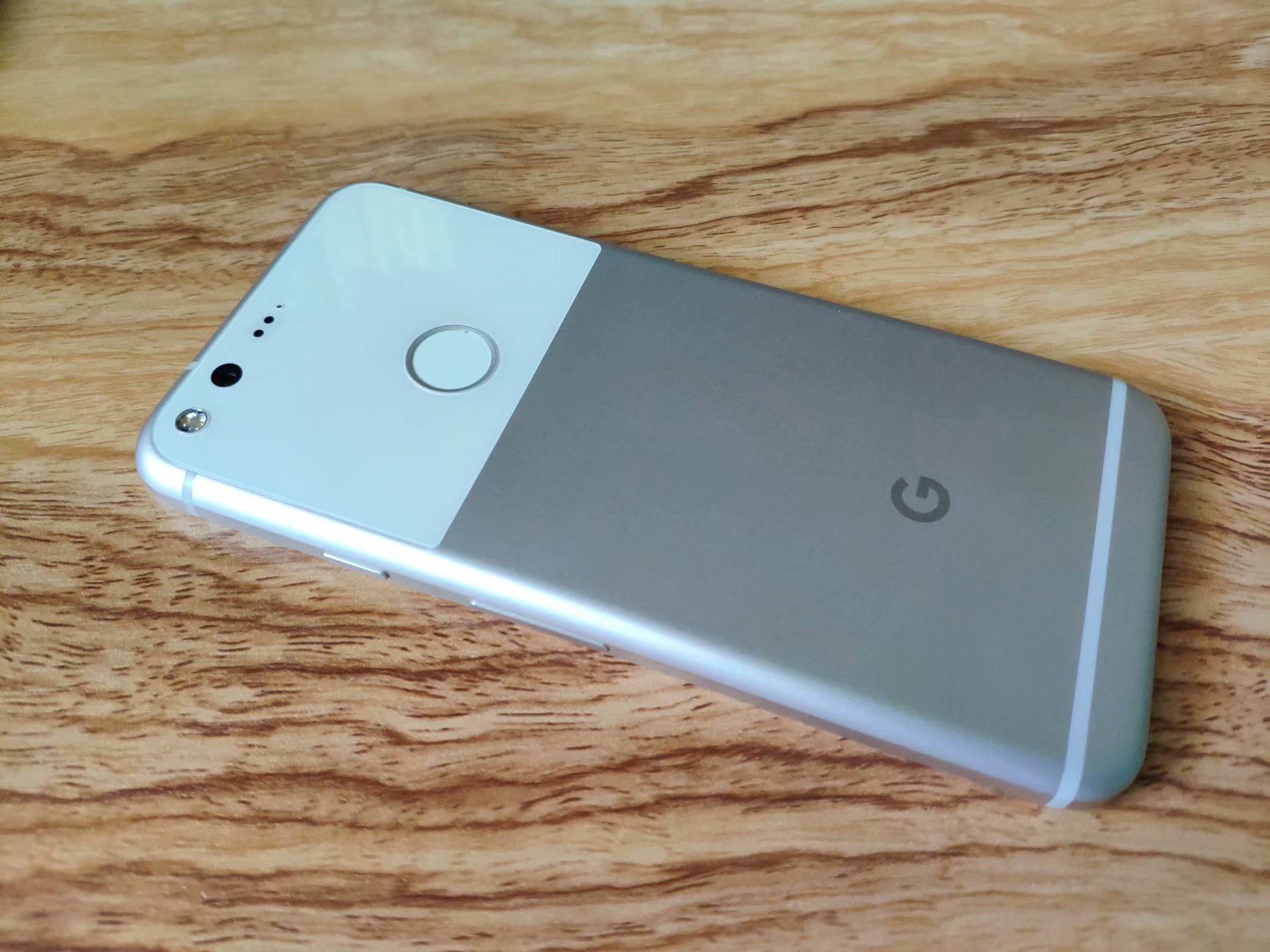
Rückseite des Pixel 1

Die ersten Pixel-Smartphones, die am 4. Oktober 2016 erschienen, bewarb Google als „Made by Google“. Die Geräte wurden von HTC gefertigt und waren wesentlich teurer als vorherige Nexus-Geräte. Das erste Pixel und Pixel XL hatten Aluminiumgehäuse. Auf der Rückseite bestand das obere Drittel aus Glas. Darin befand sich auch der Fingerabdrucksensor. Als Prozessor kommt ein Snapdragon 821 mit 2,15 GHz + 1,6 GHz mit 4 GB RAM zum Einsatz. Über einen USB-C-Anschluss kann der fest eingebaute Akku mit 2,77 Ah bzw. 3,45 Ah (Pixel XL) mit 18 W aufgeladen werden. Für damit angefertigte Fotos gewährte Google kostenlosen Speicherplatz auf Google Fotos. Die UVP lag bei 759 € für das Pixel und 899 € für das Pixel XL. Der Aufpreis für 128 GB lag bei 140 €, verglichen mit der kleineren Speichervariante von 32 GB.
Google garantierte neue Android-Versionen für zwei Jahre und Sicherheitskorrekturen für drei Jahre nach Erscheinen der Geräte. Im September 2019 erhielt die erste Pixel-Generation trotz Ablauf der Updategarantie die Aktualisierung auf Android 10. Das letzte Sicherheitsupdate für Android 10 erhielt die erste Pixel-Generation Ende 2019.

### Pixel 2 und Pixel 2 XL

Vorderseite des Pixel 2 (schematische Darstellung)
Vorderseite des Pixel 2 XL (schematische Darstellung)

Im Oktober 2017 stellte Google die Nachfolger Pixel 2 und Pixel 2 XL vor. Das Pixel 2 stellte wieder HTC her, das Pixel 2 XL kam von LG. Beide Smartphones wurden mit einem Snapdragon 835 ausgestattet, der mit 4 × 2,5 GHz und 4 × 1,9 GHz getaktet wurde. Die Kamera steuerte ein Dual-Pixel-Sensor mit dediziertem Bildprozessor (Pixel Visual Core) an. Damit angefertigte Fotos konnten bis Januar 2021 kostenlos in Google Fotos gespeichert werden. Seither ist nur der Speicherplatz für Fotos in „hoher Qualität“ kostenlos. Die Preise begannen mit jeweils 64 GB Speicher bei 799 € für das Pixel 2 und 939 € für das Pixel 2 XL. Für 128 GB war der Aufpreis 110 €.
Google garantierte neue Android-Versionen und Sicherheitskorrekturen bis 31. Oktober 2020. Dies war ein Jahr länger als bei anderen Herstellern üblich. Das letzte Sicherheitsupdate für Android 11 erhielt die zweite Pixel-Generation im Dezember 2020.

### Pixel 3 und Pixel 3 XL

Vorderseite des Pixel 3 (schematische Darstellung)
Vorderseite des Pixel 3 XL (schematische Darstellung)

Am 9. Oktober 2018 stellte Google die Geräte Pixel 3 und Pixel 3 XL vor. Diese waren durch die Gehäuserückseite aus Glas kontaktlos per induktivem Qi-Ladestandard zu laden. Sie enthielten einen Qualcomm-SoC vom Typ Snapdragon 845 (2,5 und 1,6 GHz). Die Hauptkamera bot 12,2 MP Auflösung, zwei Kameras auf der Vorderseite (Weitwinkel und Tele) hatten jeweils 8 MP. Im Vergleich zum Vorgänger war das Gerät nach IPX8 gegen dauerndes Untertauchen geschützt. Als zusätzliche neue Hardware kam ein Titan-M-Chip zum Einsatz, wie er auch auf Google-Servern verwendet wird. Dieser soll den ungeschützten Zugriff auf sensible und verschlüsselte Daten sowie den Bootloader erschweren. Als Hardwarehersteller griff Google auf Foxconn zurück. Das Pixel 3 kostete zum Marktstart 849 €, das Pixel 3 XL 949 €, jeweils mit 64 GB Speicher. Der Aufpreis für 128 GB betrug 100 €.
Google garantierte neue Android-Versionen und Sicherheitskorrekturen bis Ende Oktober 2021. Das letzte Update erschien im Februar 2022.

### Pixel 3a und Pixel 3a XL
Am 7. Mai 2019 stellte Google das Pixel 3a sowie das Pixel 3a XL vor. Der Preis lag zur Markteinführung bei 399 € für das Pixel 3a und 479 € für das Pixel 3a XL, jeweils mit 64 GB. Sie unterscheiden sich durch den günstigeren Preis und Abstriche von den Pixel-3-Modellen, womit sie in einem niedrigeren Preissegment platziert sind. Zu diesen Abstrichen zählt die fehlende Qi-Ladefähigkeit und IP-Zertifizierung, der schwächere Snapdragon-670-SoC, ein dickeres Polycarbonat-Gehäuse im Unterschied zu Metall und Glas, die fehlende Weitwinkel-Kamera auf der Vorderseite, ein langsameres Modem, größere Bildschirmränder, die Verwendung von Dragontail-Glas anstatt Gorilla Glass auf der Vorderseite, eine langsame USB-2.0-Schnittstelle, welche jedoch weiterhin die moderne Typ-C-Bauform hat, und die Tatsache, dass kabelgebundene In-Ear-Kopfhörer im Lieferumfang enthalten sind, während beim Pixel 3 und 3 XL die kabellosen Pixel Buds mit einer UVP von 249 € mitgeliefert werden. Neben dem weitaus niedrigeren Preis ist der größere Akku ein Vorteil der 3a-Geräte. Die vom Pixel 3 übernommene Kamera auf der Rückseite galt als Alleinstellungsmerkmal in diesem Preissegment. Auch die Software wurde von teureren Geräten übernommen. Aufgrund der Materialien sind die Geräte leichter als die Pixel-3-Modelle. Im Gegensatz zu den High-End-Pixel-Geräten wird bei den Pixel-3a-Modellen wieder ein 3,5-mm-Klinkenschluss für Kopfhörer verbaut.
Google garantierte neue Android-Versionen und Sicherheitskorrekturen bis Ende Mai 2022. Das letzte Update erschien im September 2022.

### Pixel 4 und Pixel 4 XL

Vorderseite des Pixel 4 (schematische Darstellung)
Rückseite des Pixel 4 (schematische Darstellung)

Die im Oktober 2019 erschienenen Pixel-4-Geräte erhielten erstmals 6 GB RAM und einen Snapdragon-855-SoC (4× 2,84 Ghz + 4× 1,78 Ghz). Beide Kameras auf der Rückseite haben 16 MP für Tele- und 12 MP für Weitwinkel, die zweite Frontkamera der Vorgängermodelle entfällt. Die Bildverarbeitung wurde durch den neuen „Pixel Neural Core“ im Vergleich zu den Vorgängermodellen erneut verbessert, welche sich auch für Astrofotografie eignen soll. Neu ist die „Motion Sense“ genannte Gestensteuerung. Weiterhin entfällt der Fingerabdrucksensor der Vorgängermodelle. Google nutzt „Face Unlock“ mittels Gesichtserkennung, welches durch mehrere Sensoren im Bildschirm realisiert wird. Der Bildschirm hat bei beiden Modellvarianten ein Seitenverhältnis von 19:9 und eine dynamische Bildwiederholfrequenz mit 60 oder 90 Hz. Wie die Vorgängermodelle können Pixel-4-Geräte mit einer eSIM genutzt werden. Der Akku ist nur 2800 mAh groß und damit kleiner als im Vorgänger (2915 mAh). Das XL hat 3700 mAh und damit mehr als der Vorgänger (3430 mAh). Die Preise waren günstiger als beim Vorgänger. Das Pixel 4 mit 64 GB Speicher kostete 749 €, das Pixel 4 XL mit gleich viel Speicher 899 €. 128 GB Speicher kosteten jeweils 100 € Aufpreis.
Google garantierte neue Android-Versionen und Sicherheitskorrekturen bis einschließlich Oktober 2022.

### Pixel 4a

Vorderseite des Pixel 4a (schematische Darstellung)
Rückseite des Pixel 4a (schematische Darstellung)

Google präsentierte am 3. August 2020 mit dem Pixel 4a eine günstigere Einstiegsvariante des Pixel 4, welches auch Nachfolger des Pixel 3a ist. Wie beim Vorgänger kam ein leistungsschwächerer Prozessor (Snapdragon 730G) im Vergleich zu den teureren Pixel-4-Modellen (Snapdragon 855) zum Einsatz. Die weitere Hardware wurde gegenüber dem Pixel 3a aufgewertet. So werden nun 6 GB Arbeitsspeicher statt 4 GB verbaut, es stehen 128 GB schnellerer UFS-2.1-Speicher anstelle von eMMC und eine USB-3.0-Schnittstelle zur Verfügung. Die duale Hauptkamera entfällt, die 12-MP-Weitwinkelkamera entspricht dem des Pixel 4, jedoch ohne die Bildoptimierungsfunktionen des „Pixel Neural Core“. Gegenüber dem Pixel 3a ist das Gerät als auch der Displayrand kleiner geworden, wodurch die vordere Kamera in den Bildschirm integriert werden konnte und nur durch ein „Punch Hole“ auffällt. Das Pixel 4a verwendete wieder Gorilla Glass 3 anstelle von Dragontail-Glas. Anders als bei den Pixel-4-Modellen setzt Google wieder auf einen Fingerabdrucksensor zum Entsperren des Gerätes. Auch war ein 3,5-mm-Klinkenanschluss vorhanden. Die UVP lag bei 349 € und damit 50 € günstiger als beim Pixel 3a. Dabei hat das Pixel 4a doppelt so viel Speicherplatz.
Google garantierte neue Android-Versionen und Sicherheitskorrekturen bis Ende August 2023.

### Pixel 5 und Pixel 4a (5G)
Der Nachfolger des Pixel 4 wurde am 30. September 2020 vorgestellt. Im Vergleich zum Vorgänger entfällt die Gestensteuerung, Face Unlock und die Rückseite aus Glas. Nun wird wieder ein Fingerabdrucksensor auf der Gehäuserückseite verwendet, welche aus Aluminium besteht und kabelloses Laden nach Qi-Standard ermöglicht. Google setzt beim Pixel 5 erstmals keinen Snapdragon-Prozessor der 800er Serie ein, sondern mit dem Snapdragon 765G eine CPU der oberen Mittelklasse. 8 GB Arbeitsspeicher und 128 GB Flash-Speicher stehen zur Verfügung. Das Pixel 5 ist mit seinem 6-Zoll-Display unwesentlich größer als das zuvor erschienene Pixel 4a. Der Bildschirm hat eine Auflösung von 2340 × 1080 Bildpunkten im Seitenverhältnis von 19,5:9 bei 90 Hz Bildwiederholfrequenz. Die Frontkamera und die Hauptkamera entsprechen denen des Vorgängermodells. Die sekundäre Weitwinkel-Kamera der Rückseite des Pixel 5 wurde aufgewertet und hat nun ein 107-Grad-Sichtfeld mit einer Blende von f/2,2 (Vorgänger f/2,4). Erstmals unterstützt ein Pixel-Smartphone Videoaufnahme in 4K und mit 60 fps, in Full HD sind bis zu 240 fps möglich. Das Pixel 5 unterstützt den Mobilfunkstandard 5G und hat einen Akku mit 46 % mehr Kapazität als der Vorgänger (4080 mAh statt 2800 mAh). Zum Marktstart kostete es 629 €.
Auch das Pixel 4a (5G) mit 5G-Mobilfunkstandard-Unterstützung wurde am 30. September 2020 präsentiert. Es verfügt über die gleiche rückwärtige Dualkamera und den gleichen Prozessor (Snapdragon 765G) wie das höherpreisige Pixel 5. Durch das 6,2 Zoll große Display ist das 5G-Modell aber größer und schwerer. Der Akku ist mit 3885 mAh größer als der des Pixel 4a (3140 mAh), aber kleiner als der im Pixel 5 (4080 mAh). Die UVP war 499 €.
Für das Pixel 5 garantierte Google neue Android-Versionen und Sicherheitskorrekturen bis einschließlich Oktober 2023, für das Pixel 4a (5G) bis einschließlich November 2023. Im Februar 2024 wurde außerplanmäßig ein weiteres Update für beide Modelle bereitgestellt.

### Pixel 5a (5G)
Google präsentierte am 17. August 2021 das Pixel 5a 5G, welches eine leicht überarbeitete Version des Pixel 4a 5G ist. Die Spezifikationen von Prozessor, Arbeitsspeicher und Kameras entsprechen dem Vorgänger, jedoch ist die Akkukapazität höher. Das Gerät ist seit dem 26. August 2021 in den Vereinigten Staaten und Japan bestellbar.

### Pixel 6 und Pixel 6 Pro

Vorderseite des Pixel 6 (schematische Darstellung)
Vorderseite des Pixel 6 Pro (schematische Darstellung)

Die Geräte wurden am 19. Oktober 2021 vorgestellt. Als Prozessor kam erstmals ein von Google entwickelter SoC mit 5-nm-Strukturgröße zum Einsatz. Der gemeinsam mit Samsung entwickelte Google-Tensor-Chip basiert offensichtlich auf Samsungs Exynos-Familie. Google Tensor verfügt über eine Achtkern-ARM-Konfiguration, wovon zwei Hochleistungskerne (Cortex X1) sind. Die sechs weiteren Kerne bestehen aus zwei Cortex-A76- und vier -A55-Kernen, welche Aufgaben im Teillastbereich erfüllen und für Energieeffizienz ausgelegt sind. Mit Hilfe einer „Tensor Processing Unit“ (TPU) kann der SoC dabei Aufgaben für maschinelles Lernen übernehmen und soll dabei weniger als die Hälfte der Rechenleistung bisheriger Pixel-Modelle benötigen. Als Anwendungsfälle werden eine präzisiere Spracherkennung, eine Live-Übersetzungsfunktion oder verschiedene Optimierungen im Video- und Fotobereich genannt. So können zum Beispiel aus Fotos, die mit den Pixel-6-Modellen aufgenommen wurden, unerwünschte Objekte mit Hilfe eines „Magic Eraser“ entfernt werden oder verwackelte Aufnahme korrigiert werden. Google sichert das Gerät mit Hilfe eines Titan-M2-Chips gegen Kompromittierung ab, welches das Gerät auch gegen Einflüsse wie Spannungsstörungen oder elektromagnetische Analysen schützt. Das Pixel 6 mit 128 GB kostete zum Marktstart 649 €. Das Pixel 6 Pro war mit 128 GB oder 256 GB zum Preis von 899 € oder 999 € erhältlich.
Während das Pixel 6 über ein Dual-Kamerasystem mit 48 Megapixel bei der Haupt- und 12 Megapixel bei der Weitwinkelkamera verfügte, enthielt das Pro-Modell ein Dreifach-Kamera-System mit zusätzlichem Teleobjektiv mit Periskop-Zoom. Die Ausgabe der hochauflösenden Fotos erfolgt durch ein 4:1-Binning mit 12 bzw. 12,5 MP. Beide Modelle verfügten über je eine Frontkamera mit 8 (Pixel 6) bzw. 11,1 MP Auflösung (Pixel 6 Pro).
Zudem enthielt das Pixel 6 Pro ein 120-Hz-Display. Beim Pixel 6 betrug die Bildwiederholfrequenz 90 Hz. Der Fingerabdrucksensor war bei beiden Modellen in das OLED-Display integriert.
Android-Aktualisierungen und Sicherheitsupdates sollen während der ersten fünf Jahre ab Aufnahme des Geräts in den Google Store der USA angeboten werden.
Kritik gab es an Bildschirm-Fehlfunktionen vor allem beim Pro-Modell. Zur Markteinführung blieb der Bildschirm manchmal Schwarz, nachdem man den Einschaltknopf betätigte. Der sog. „Display Flicker“-Bug wurde zwei Monate später durch ein Softwareupdate behoben. Auch gab es Probleme mit dem Fingerabdrucksensor unter dem Bildschirm. Hunderte Käufer beklagten Risse im Bildschirm, was auf Produktionsfehler im Bildschirmglas hindeutet. Google erkennt kein Problem an und verwies auf den kostenpflichten Reparaturservice.

### Pixel 6a
Das Pixel 6a wurde auf der Google I/O im Mai 2022 angekündigt und ist seit dem 28. Juli 2022 zu einem Preis von 459 Euro erhältlich. Das neue Einstiegsmodell unterstützt den 5G-Mobilfunkstandard und fällt durch das Display mit 6,1 Zoll Bildschirmdiagonale kleiner aus als die anderen Pixel-6-Varianten. Zudem verfügt es durch ein 60-Hz-Display, 6 GB Arbeitsspeicher, maximal 128 GB Flash-Speicher und fehlender Unterstützung für kabelloses Laden, über eine reduzierte Hardwareausstattung. Der verbaute Tensor-Prozessor, Fingerabdrucksensor im Display und Titan-M2-Sicherheitschip ist jedoch identisch zu den beiden anderen Modellen.
Die Ultraweitwinkelkamera der Dual-Hauptkamera und die Frontkamera entspricht der des Pixel 6. Die Auflösung der zweiten Weitwinkelkamera beträgt beim Pixel 6a jedoch 12,2 MP anstatt 50 MP und es wird ein passiver Phasen- anstelle eines aktiven Laser-Autofokus verwendet. Mit dem Pixel 6a entfällt erstmals der 3,5-mm-Klinkenanschluss bei einem Einstiegsmodell der Pixel-Serie. Google garantiert für das Pixel 6a fünf Jahre Sicherheitsupdates nach Erscheinungsdatum. Neue Betriebssystem-Versionen werden drei Jahre lang gewährleistet.

### Pixel 7 und Pixel 7 Pro

Pixel 7 (schematische Darstellung)
Pixel 7 Pro (schematische Darstellung)

Die Geräte wurden von Google im Mai 2022 auf der Google I/O für Herbst 2022 angekündigt. Sie waren seit dem 6. Oktober vorbestellbar. Als Prozessor setzt Google auf den „Google Tensor“ zweiter Generation. Sowohl die Basis- als auch die Pro-Version der Smartphones, welche das Design des Pixel 6 und Pixel 6 Pro weitgehend weiterführen, werden in den Farben „Schnee“ und „Obsidian“ ausgeliefert. Zusätzlich gibt es für das Pixel 7 „Lemongrass“ und für das Pixel 7 Pro „Hazel“ als Farbauswahl. Die UVP mit 128 GB Speicher liegt bei 649 € für das Pixel 7 und 899 € für das Pixel 7 Pro. Für 256 GB ist der Aufpreis jeweils 100 €.

### Pixel 7a

Pixel 7a (schematische Darstellung)

Das Pixel 7a wurde auf der Google I/O am 10. Mai 2023 durch Rick Osterloh, den Hardware-Chef von Google, vorgestellt.

### Pixel Fold
Nach bereits länger bestehenden Gerüchten hat Google am 4. Mai 2023 das Pixel Fold, das erste faltbare Handy von Google, in einem Tweet sowie auf deren Store Webseite angekündigt. Wie bereits das 7a, wurde das Fold am 10. Mai 2023 auf der Google I/O vorgestellt.

### Pixel 8 und Pixel 8 Pro
Das Pixel 8 und das Pixel 8 Pro wurden am 4. Oktober 2023 vorgestellt, offizieller Marktstart war der 12. Oktober. Google hat die Preise beider Smartphones im Vergleich zu ihren Vorgängern erhöht und verspricht erstmals sieben Jahre Software- und Sicherheitsupdates.

### Pixel 9, Pixel 9 Pro und 9 Pro XL
Die Pixel 9-Serie wurde am 13. August 2024 vorgestellt, der offizielle Marktstart ist der 5. September. Neben dem Pixel 9 und 9 Pro hat Google nun mit dem Pixel 9 Pro XL wieder ein größeres XL-Modell auf den Markt gebracht. Google hat auch dieses Jahr im Vergleich zur Vorgängergeneration nochmals die Preise erhöht. Ein großer Fokus bei der Pixel 9-Serie liegt beim Thema künstliche Intelligenz, alle drei Geräte erscheinen mit Googles KI Gemini.

### Pixel 9 Pro Fold
Ebenfalls am 13. August 2024 hat Google mit dem Pixel 9 Pro Fold das zweite klappbare Smartphone des Unternehmens präsentiert. Verglichen mit dem Vorgänger hat Google das Pixel 9 Pro Fold dünner und leichter gestaltet. Das Preisniveau wurde angehoben.

### Pixel 9a
Mitte April 2025 hat Google das Pixel 9a eingeführt. Das Smartphone hat ein 6,3 Zoll großes Display und verfügt wahlweise über 128 oder 256 GB internen Speicher. Es ist eine Weitwinkelkamera mit 48 MP sowie eine Ultraweitwinkelkamera mit 13 MP verbaut. Das Gerät ist in vier verschiedenen Gehäusefarben verfügbar. Der Verkaufspreis für das günstigste Modell beträgt € 549.

### Pixel 10
Laut Google wird der Nachfolger des Pixel 9 ab 20. August 2025 verfügbar sein.

## Pixel Watch

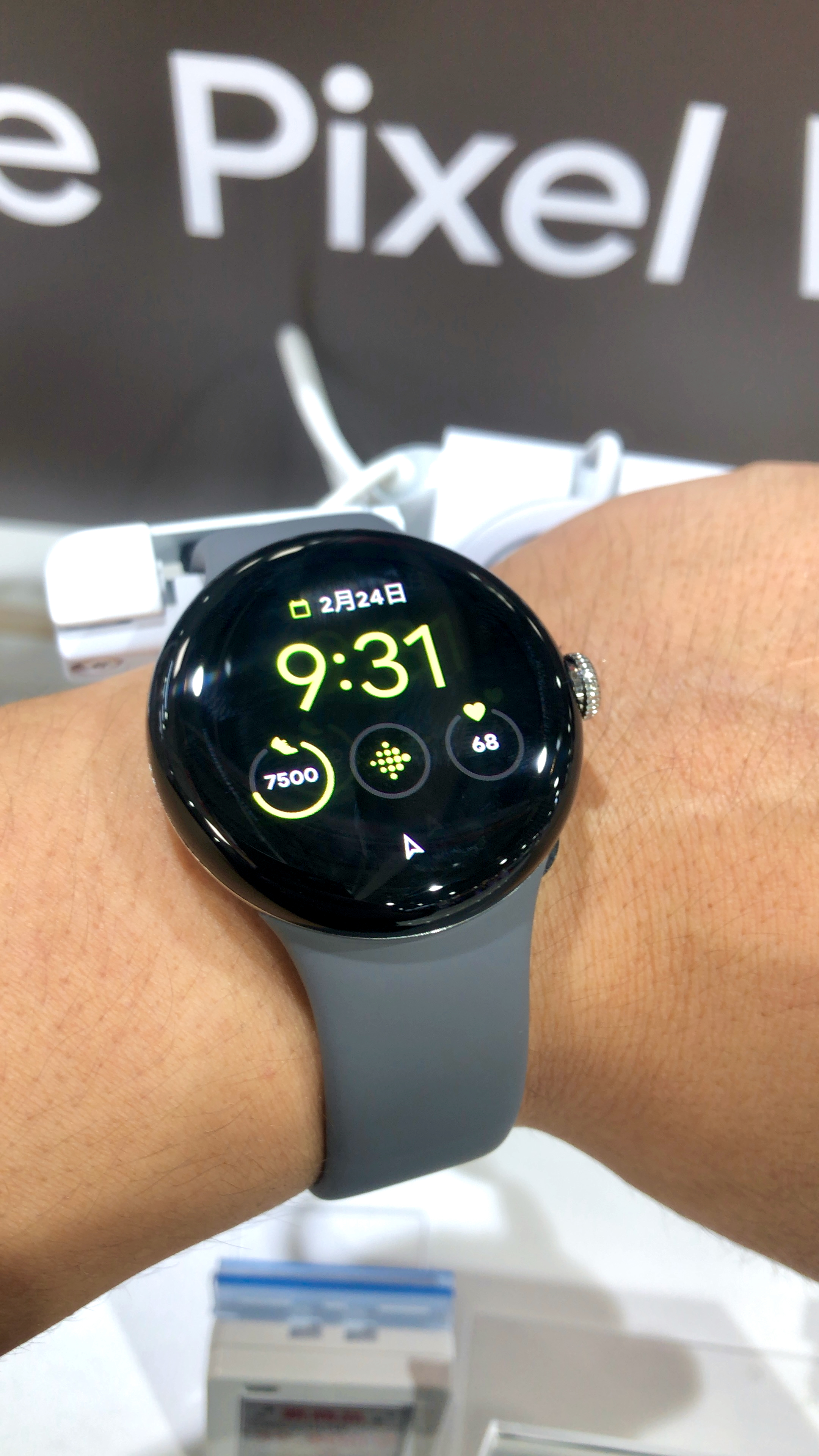
Pixel Watch

Die Google Pixel Watch wurde auf dem Google-Event am 6. Oktober 2022 vorgestellt. Googles erste Smartwatch hat einen Durchmesser von 41 mm, ist 12,3 mm hoch und wiegt ohne Armband 36 Gramm. Das Gehäuse ist aus 80 % recyceltem Edelstahl gefertigt, das Displayglas besteht aus Corning Gorilla Glass 5, die Pixel Watch verfügt außerdem über eine Kronen-Bedienung. Als Prozessoren kommen der Samsung Exynos 9110 sowie der Cortex-M33 als Koprozessor zum Einsatz. Dazu kommen dann der Arbeitsspeicher mit 2 GB SDRAM und der interne 32 GB eMMC-Flash-Speicher. Google verbaut einen 294-mAh-Lithium-Ionen-Akku, dieser soll eine Laufzeit von 24 Stunden ermöglichen und kann innerhalb von 80 Minuten vollständig aufgeladen werden. Der Google Assistant und die Funktionen von Fitbit bei Gesundheits- und Fitnessanwendungen sind integriert. Die Pixel Watch verfügt über ein Always-on-Display, NFC, Notfall-SOS und Unfallerkennung, außerdem ist die Smartwatch 5-atm-wasserdicht. Bei Marktstart war das aktuelle Betriebssystem Wear OS 3.5, die Pixel Watch ist kompatibel mit Android 8.0 oder höher.
Sie enthält einen
- optischen Herzfrequenzsensor, der mit grünem Licht die Haut durchleuchtet um die Herzfrequenz zu messen;
- elektrischen Sensor, der manuell aktiviert wird. Danach legt man den Finger auf die Krone, um mit elektrischen Schwingungen in der Haut Herzfrequenzdaten zu sammeln;
- Sensor zur Sauerstoff-Sättigung des Blutes[70]
- Beschleunigungsmesser für alle drei Raum-Achsen, um mit einem GPS-Empfänger zurückgelegte Strecken messen, Geschwindigkeiten und Schritte zu messen
- Kompass für Richtungsdaten
- Höhenmesser, der durch Luftdruckmessung die Höhe über dem Meeresspiegel erkennt.
- Gyroskop erkennt die Lage oder Orientierung der Uhr
- Umgebungslichtsensor zur Anpassung der Displaybeleuchtung[71]

## Tablets

### Pixel C

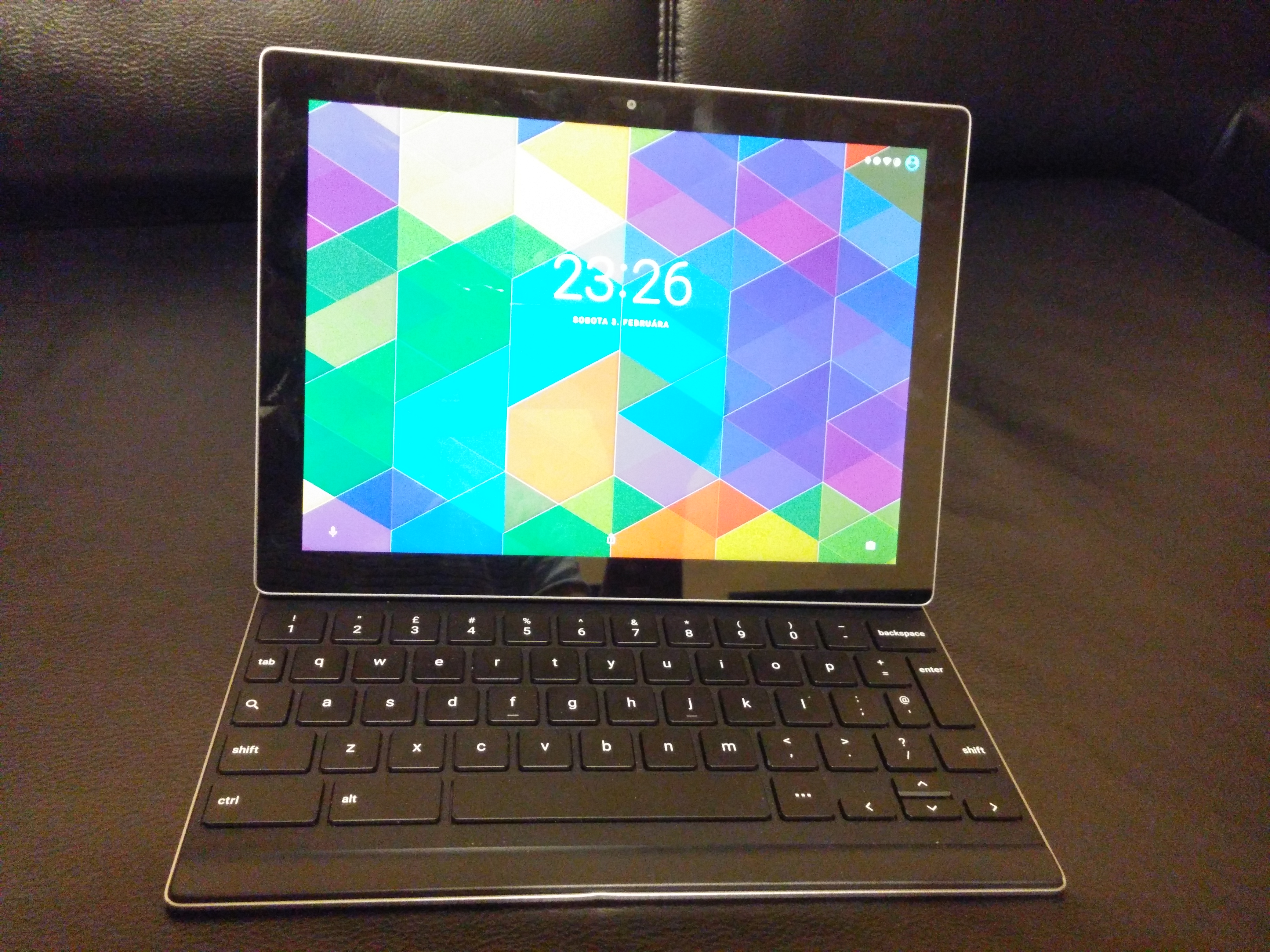
Pixel C mit optionaler Tastatur

Das im Dezember 2015 erschienene Tablet Pixel C war mit einem Nvidia Tegra X1-4+4-Mehrkern-SoC mit 1,9 GHz Taktfrequenz und 3 GB Arbeitsspeicher ausgestattet, sodass ihm eine gute Leistung beim Rechnen, bei der graphischen Darstellung sowie in Bezug auf die eingebaute Kamera und die Akkukapazität (34,2-Wh-Akku für bis zu 10 Stunden Nutzungsdauer) attestiert wird. Das Gehäuse des Pixel C besteht aus eloxiertem Aluminium, verfügt über Stereolautsprecher und vier Mikrofone mit Geräuschunterdrückung. Auf der Gehäuserückseite ist eine 8-Megalpixel-Kamera verbaut, auf der Vorderseite kam eine Kamera mit 2 MP zum Einsatz. Die Bildschirmdiagonale betrug 10,2 Zoll bei einer Auflösung von 2560 × 1800 Pixel. Das Display-Seitenverhältnis beträgt 1:1,414 bzw. {\displaystyle 1:{\sqrt {2}}}, was dem eines DIN-A-Papierformats entspricht.
Darüber hinaus ist das Gerät jedoch nur mäßig ausgestattet. So wurde kritisiert, dass es kein Mobilfunkmodem, keinen GPS-Empfänger und keine Möglichkeit zur Erweiterung des internen Speichers gibt. Ferner konnten bis Android 6 auf dem hochauflösenden Bildschirm nicht mehrere Anwendungen nebeneinander angezeigt werden. Mit dem Update auf Android 7 steht jedoch eine Split-Screen-Option zur Verfügung, mit welcher sich zwei Apps gleichzeitig nebeneinander auf dem Bildschirm darstellen lassen. Ebenso war die Synchronisation von Daten nicht im lokalen Netz, sondern nur über eine Cloud im Internet möglich, so dass es keine Möglichkeit zur Datenvermeidung und Datensparsamkeit gibt.
Als Zubehör werden zwei kompakte Tastaturen angeboten, welche über die Bluetooth-Schnittstelle verbunden werden und schlüssig mit dem Gerät abschließen. Das Pixel C Keyboard wird mittels einer Magnetleiste am Gehäuse befestigt und kann stufenlos von 100–135 Grad angewinkelt werden. Zum Transport wird die Tastatur durch eine Magnetbefestigung auf dem Bildschirm befestigt. Das Pixel C Folio Keyboard ist eine Lederhülle mit integrierter Tastatur, in der das Tablet befestigt wird und das Gehäuse besser schützt. Im aufgeklappten Zustand kann das Pixel C in zwei Anstellwinkel positioniert werden (127 und 146 Grad). Beide Tastaturen verfügen über einen 0,5-Wh-Akku der induktiv über das Pixel C geladen wird, sobald die Tastatur auf der Bildschirmseite befestigt bzw. die Hülle zusammengeklappt wird (Pixel C Folio Keyboard). Zusätzlich werden verschiedene Tastenkombination unterstützt um z. B. auf den Homescreen, eine bestimmte oder in App Switcher zu gelangen.
Im Dezember 2017 wurde der Verkauf des Geräts eingestellt, die letzten Android-Updates veröffentlichte Google im Juli 2019.

### Pixel Slate

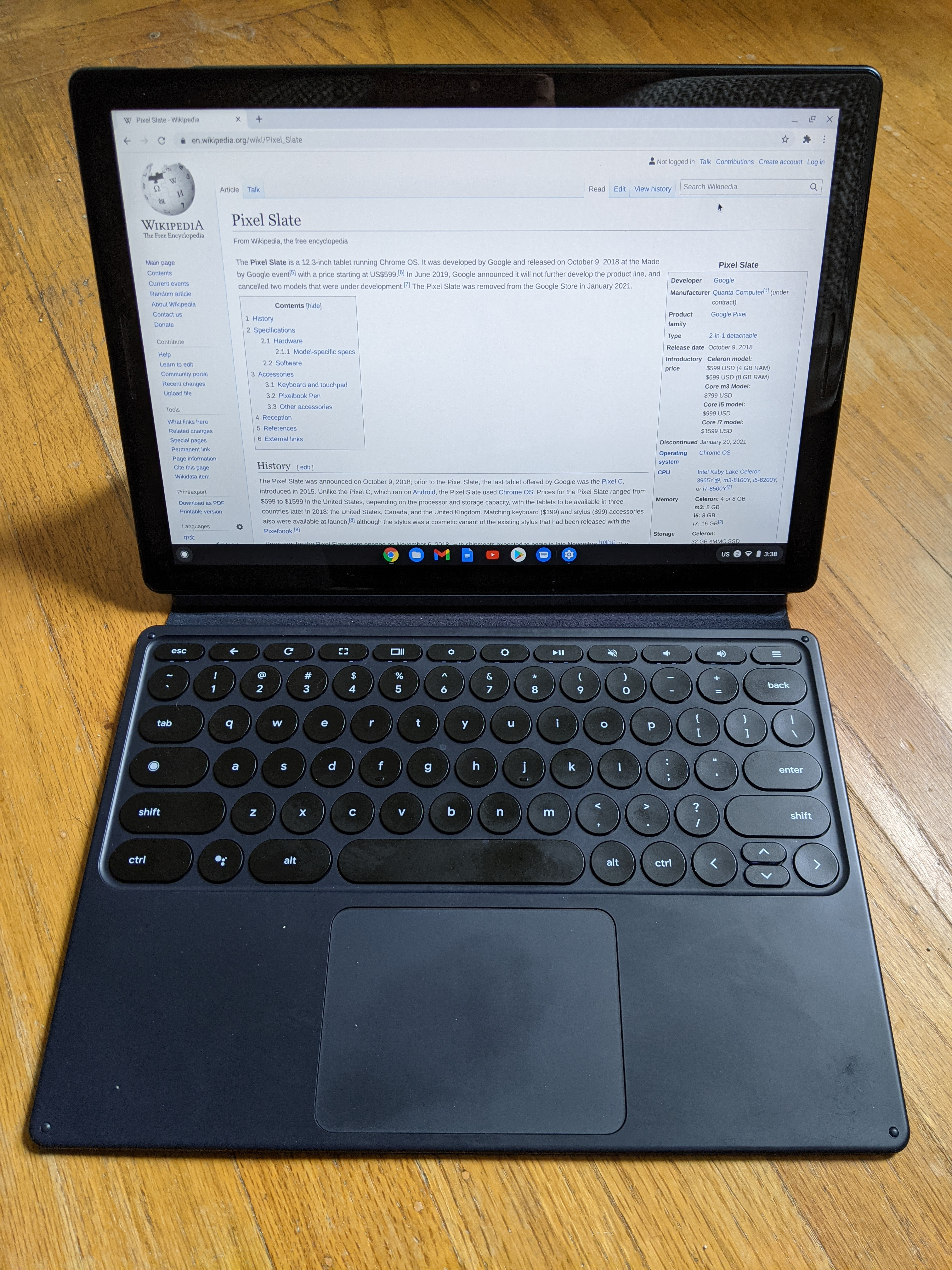
Pixel Slate mit optionaler Tastatur

Am 9. Oktober 2018 gab Google die technischen Daten des Pixel Slate bekannt, welches als Tabletcomputer ausgelegt ist und Vergleich zum Vorgänger Pixel C mit chromeOS anstelle von Android betrieben wird. Das Gerät war mit verschiedenen Intel-Prozessoren mit 4 bis 16 GB Arbeitsspeicher und bis zu 256 GB Flashspeicher erhältlich. Neben zwei USB-C-Anschlüsseln war optional eine ansteckbare Tastatur verfügbar. Die Displaygröße betrug 12,3 Zoll bei einer Auflösung von 3000 × 2000 Pixel. Der 48-Wh-Akku erlaubte eine Nutzungsdauer von bis zu 12 Stunden. Zum Entsperren diente der Fingerabdrucksensor im Ein-/Ausschaltknopf.
Im Januar 2021 wurde der Verkauf des Pixel Slates eingestellt. chromeOS-Updates werden noch bis Juni 2026 zur Verfügung gestellt.

### Pixel Tablet
Das Pixel Tablet wurde am 10. Mai 2023 auf der Google I/O vorgestellt. Es wird durch den hauseigenen Prozessor Google Tensor G2 angetrieben. Das Tablet ist kompatibel mit einer Ladestation, auf welche man das Gerät dauerhaft abstellen kann.

## Notebooks

### Chromebook Pixel
Mit dem Chromebook Pixel veröffentlichte Google im Februar 2013 das erste Notebook auf Basis von chromeOS. Das 1,5 kg schwere Gerät verfügt über ein 12,85-Zoll-Display mit 3:2-Seitenverhältnis und einer Auflösung von 2560 × 1700 Pixeln. Als Prozessor kommt ein Intel Core i5 der dritten Generation mit 1,8 GHz Taktfrequenz zum Einsatz. Neben 4 GB DDR3-Arbeitsspeicher, zwei USB-2.0-Anschlüssen, Mini-HDMI-Ausgang und SD-Kartenleser, verfügt das Notebook über 32 GB Flashspeicher, die Mobilfunkvariante mit LTE besitzt 64 GB Speicher.
Im März 2015 erschien eine aktualisierte Version des Chromebook Pixels, das nun über zwei zusätzliche USB-C-Anschlüsse und einen größeren Akku verfügt. Zusätzlich wird die fünfte Generation des Intel-Core-i5-Prozessors mit 2,2 GHz verbaut und der Arbeitsspeicher auf 8 GB erhöht. Außerdem ist eine Variante mit Intel Core i7 erhältlich, welche mit 16 GB Arbeitsspeicher und 64 GB Flashspeicher ausgestattet ist. Die LTE-Option entfiel ebenso wie der Mini-HDMI-Ausgang.
Der Verkauf des Chromebook Pixels wurde im August 2016 eingestellt, die letzten chromeOS-Aktualisierungen erschienen im Juni 2018 (Modell aus 2013) bzw. 2021 (2015er Modell).

### Pixelbook
Der Nachfolger des Chromebook Pixels erschien im Oktober 2017. Das als Convertible ausgelegte Pixelbook verfügt über ein 12,3-Zoll-Display im 3:2-Format mit einer Auflösung von 2400 × 1600 Pixeln und 360-Grad-Scharnier. Der Bildschirm kann bei diesem Modell ebenfalls mit einem Stylus bedient werden, wofür Google auch den eigens entwickelten Pixelbook Pen anbietet. Neben Prozessoren von Typ Intel Core i5 und i7, stehen je nach Variante zwischen 8 und 16 GB Arbeitsspeicher sowie 128 bis 512 GB Flashspeicher zur Auswahl. Das 1,1 kg schwere Gerät verfügt über zwei USB-C-Anschluss, wovon einer für das Ladegerät verwendet wird, sowie einen 3,5-mm-Kopfhörerausgang. Als Betriebssystem verwendet Google erneut chromeOS.
Im September 2020 stellte Google den Verkauf des Pixelbooks ein. Aktualisierungen des Betriebssystems werden noch bis Juni 2024 zur Verfügung gestellt.

### Pixelbook Go
Das Pixelbook Go ist ein chromeOS-basierendes Notebook, das im Oktober 2019 erschien und als Ergänzung zum Pixelbook angeboten wird. Bei der Hardware setzt Google erneut auf Intel-Prozessoren der Core-m3-, i5- und i7-Serie. Das 13,3-Zoll-Display im 16:9-Format hat eine Auflösung 1920 × 1080 Pixeln, das Modell mit i7-Prozessor verfügt über 3840 × 2160 Pixel. Das Pixelbook Go wiegt 900 g und ist je nach CPU-Variante mit 4 bis 16 GB Arbeitsspeicher und bis zu 256 GB Flashspeicher erhältlich.
chromeOS-Updates werden bis Juni 2026 ausgeliefert.

## Liste der Pixel-Geräte

### Android
| Name             | Gerätetyp  | Marktstart       | UVP ab (in Euro) | Android-Version | Android-Version | Größe                               | Auflösung (in Pixel)                              | Prozessor        | Arbeitsspeicher | Flashspeicher             | Hauptkamera           | Länge (in mm) | Breite (in mm)                   | Höhe (in mm)                   | Gewicht (in g) | Qi                                    | Akkugröße (in mAh) |
| Name             | Gerätetyp  | Marktstart       | UVP ab (in Euro) | Bei Marktstart  | Aktuell         | Größe                               | Auflösung (in Pixel)                              | Prozessor        | Arbeitsspeicher | Flashspeicher             | Hauptkamera           | Länge (in mm) | Breite (in mm)                   | Höhe (in mm)                   | Gewicht (in g) | Qi                                    | Akkugröße (in mAh) |
| ---------------- | ---------- | ---------------- | ---------------- | --------------- | --------------- | ----------------------------------- | ------------------------------------------------- | ---------------- | --------------- | ------------------------- | --------------------- | ------------- | -------------------------------- | ------------------------------ | -------------- | ------------------------------------- | ------------------ |
| Pixel C          | Tablet     | 8. Dez. 2015     | 499              | 6.0             | 8.1             | 10,2″                               | 2560 × 1800                                       | Nvidia Tegra X1  | 3 GB            | 32 / 64 GB                | 8 MP                  | 242           | 179                              | 7                              | 517            | Rotes X oder Kreuzchensymbol für nein | 9000               |
| Pixel            | Smartphone | 4. Okt. 2016     | 759              | 7.1             | 10.0            | 5,0″                                | 1920 × 1080                                       | Snapdragon 821   | 4 GB            | 32 / 128 GB               | 12,3 MP               | 143,8         | 69,5                             | 8,5                            | 143            | Rotes X oder Kreuzchensymbol für nein | 2770               |
| Pixel XL         | Smartphone | 4. Okt. 2016     | 899              | 7.1             | 10.0            | 5,5″                                | 2560 × 1440                                       | Snapdragon 821   | 4 GB            | 32 / 128 GB               | 12,3 MP               | 154,7         | 75,7                             | 8,5                            | 168            | Rotes X oder Kreuzchensymbol für nein | 3450               |
| Pixel 2          | Smartphone | 19. Okt. 2017    | 799              | 8.0             | 11.0            | 5,0″                                | 1920 × 1080                                       | Snapdragon 835   | 4 GB            | 64 / 128 GB               | 12,2 MP               | 145,7         | 69,7                             | 7,8                            | 143            | Rotes X oder Kreuzchensymbol für nein | 2700               |
| Pixel 2 XL       | Smartphone | 19. Okt. 2017    | 939              | 8.0             | 11.0            | 6,0″                                | 2880 × 1440                                       | Snapdragon 835   | 4 GB            | 64 / 128 GB               | 12,2 MP               | 157,9         | 76,7                             | 7,9                            | 175            | Rotes X oder Kreuzchensymbol für nein | 3520               |
| Pixel 3          | Smartphone | 2. Nov. 2018     | 849              | 9.0             | 12.0            | 5,5″                                | 2160 × 1080                                       | Snapdragon 845   | 4 GB            | 64 / 128 GB               | 12,2 MP               | 145,6         | 68                               | 7,9                            | 148            | Grünes Häkchensymbol für ja           | 2915               |
| Pixel 3 XL       | Smartphone | 2. Nov. 2018     | 949              | 9.0             | 12.0            | 6,3″                                | 2960 × 1440                                       | Snapdragon 845   | 4 GB            | 64 / 128 GB               | 12,2 MP               | 158           | 76,7                             | 7,9                            | 184            | Grünes Häkchensymbol für ja           | 3430               |
| Pixel 3a         | Smartphone | 8. Mai 2019      | 399              | 9.0             | 12.0            | 5,6″                                | 2220 × 1080                                       | Snapdragon 670   | 4 GB            | 64 GB                     | 12,2 MP               | 151,3         | 70,1                             | 8,2                            | 147            | Rotes X oder Kreuzchensymbol für nein | 3000               |
| Pixel 3a XL      | Smartphone | 8. Mai 2019      | 479              | 9.0             | 12.0            | 6,0″                                | 2160 × 1080                                       | Snapdragon 670   | 4 GB            | 64 GB                     | 12,2 MP               | 160,1         | 76,1                             | 9,2                            | 168            | Rotes X oder Kreuzchensymbol für nein | 3700               |
| Pixel 4          | Smartphone | 21. Okt. 2019    | 749              | 10.0            | 13.0            | 5,7″                                | 2280 × 1080                                       | Snapdragon 855   | 6 GB            | 64 / 128 GB               | 12,2 + 16 MP          | 147,1         | 68,8                             | 8,2                            | 162            | Grünes Häkchensymbol für ja           | 2800               |
| Pixel 4 XL       | Smartphone | 21. Okt. 2019    | 899              | 10.0            | 13.0            | 6,3″                                | 3040 × 1440                                       | Snapdragon 855   | 6 GB            | 64 / 128 GB               | 12,2 + 16 MP          | 160,4         | 75,1                             | 8,2                            | 193            | Grünes Häkchensymbol für ja           | 3700               |
| Pixel 4a         | Smartphone | 20. August 2020  | 340 1 / 349      | 10.0            | 13.0            | 5,8″                                | 2340 × 1080                                       | Snapdragon 730G  | 6 GB            | 128 GB                    | 12,2 MP               | 144           | 69,4                             | 8,2                            | 143            | Rotes X oder Kreuzchensymbol für nein | 3140               |
| Pixel 4a (5G)    | Smartphone | 5. November 2020 | 486 1 / 499      | 11.0            | 14.0            | 6,2″                                | 2340 × 1080                                       | Snapdragon 765G  | 6 GB            | 128 GB                    | 12,2 + 16 MP          | 153,9         | 74                               | 8,2–8,5                        | 168–171        | Rotes X oder Kreuzchensymbol für nein | 3885               |
| Pixel 5          | Smartphone | 15. Oktober 2020 | 613 1 / 629      | 11.0            | 14.0            | 6,0″                                | 2340 × 1080                                       | Snapdragon 765G  | 8 GB            | 128 GB                    | 12,2 + 16 MP          | 144,7         | 70,4                             | 8                              | 151            | Grünes Häkchensymbol für ja           | 4080               |
| Pixel 5a (5G)    | Smartphone | 26. August 2021  | — 2              | 11.0            | 14.0            | 6,3″                                | 2400 × 1080                                       | Snapdragon 765G  | 6 GB            | 128 GB                    | 12,2 + 16 MP          | 156,2         | 73,2                             | 8,8                            | 183            | Rotes X oder Kreuzchensymbol für nein | 4680               |
| Pixel 6          | Smartphone | 28. Oktober 2021 | 649              | 12.0            | 16.0            | 6,4″                                | 2400 × 1080                                       | Google Tensor    | 8 GB            | 128 / 256 GB              | 50 3 + 12 MP          | 158,6         | 74,8                             | 8,9                            | 207            | Grünes Häkchensymbol für ja           | 4614               |
| Pixel 6 Pro      | Smartphone | 28. Oktober 2021 | 899              | 12.0            | 16.0            | 6,7″                                | 3120 × 1440                                       | Google Tensor    | 12 GB           | 128 / 256 / 512 GB        | 50 3 + 12 + 48 MP 4   | 163,9         | 75,9                             | 8,9                            | 210            | Grünes Häkchensymbol für ja           | 5003               |
| Pixel 6a         | Smartphone | 28. Juli 2022    | 459              | 12.0            | 16.0            | 6,1″                                | 2400 × 1080                                       | Google Tensor    | 6 GB            | 128 GB                    | 12,2 + 12 MP          | 152,2         | 71,8                             | 8,9                            | 178            | Rotes X oder Kreuzchensymbol für nein | 4410               |
| Pixel 7          | Smartphone | 13. Oktober 2022 | 649              | 13.0            | 16.0            | 6,3″                                | 2400 × 1080                                       | Google Tensor G2 | 8 GB            | 128 / 256 GB              | 50 3 + 12 MP          | 155,6         | 73,2                             | 8,7                            | 197            | Grünes Häkchensymbol für ja           | 4355               |
| Pixel 7 Pro      | Smartphone | 13. Oktober 2022 | 899              | 13.0            | 16.0            | 6,7″                                | 3120 × 1440                                       | Google Tensor G2 | 12 GB           | 128 / 256 GB              | 50 3 + 12 + 48 MP 4   | 162,9         | 76,6                             | 8,9                            | 212            | Grünes Häkchensymbol für ja           | 5000               |
| Pixel 7a         | Smartphone | 10. Mai 2023     | 509              | 13.0            | 16.0            | 6,1″                                | 2400 × 1080                                       | Google Tensor G2 | 8 GB            | 128 GB                    | 64 5 + 13 MP          | 152           | 72,9                             | 9                              | 193,5          | Grünes Häkchensymbol für ja           | 4385               |
| Pixel 8          | Smartphone | 12. Oktober 2023 | 799              | 14.0            | 16.0            | 6,2″                                | 2400 × 1080                                       | Google Tensor G3 | 8 GB            | 128 / 256 GB              | 50 3 + 12 MP          | 150,5         | 70,8                             | 8,9                            | 187            | Grünes Häkchensymbol für ja           | 4575               |
| Pixel 8 Pro      | Smartphone | 12. Oktober 2023 | 1099             | 14.0            | 16.0            | 6,7″                                | 2992 × 1344                                       | Google Tensor G3 | 12 GB           | 128 / 256 / 512 GB / 1 TB | 50 3 + 48 + 48 MP 4   | 163,0         | 76,0                             | 8,7                            | 213            | Grünes Häkchensymbol für ja           | 5050               |
| Pixel 8a         | Smartphone | 14. Mai 2024     | 549              | 14.0            | 16.0            | 6,1″                                | 2400 × 1080                                       | Google Tensor G3 | 8 GB            | 128 / 256 GB              | 64 5 + 13 MP          | 152,1         | 72,7                             | 8,9                            | 189            | Grünes Häkchensymbol für ja           | 4492               |
| Pixel Fold       | Foldable   | 27. Juni 2023    | 1899             | 13.0            | 16.0            | 5,8″ (Außenseite) 7,6″ (Innenseite) | 2092 × 1080 (Außenseite) 2208 × 1840 (Innenseite) | Google Tensor G2 | 12 GB           | 256 / 512 GB              | 48 4 + 10,8 + 10,8 MP | 139,7         | 79,5 (gefaltet) 157,5 (geöffnet) | 12,7 (gefaltet) 5,1 (geöffnet) | 283            | Grünes Häkchensymbol für ja           | 4821               |
| Pixel 9          | Smartphone | September 2024   | 899              | 14.0            | 16.0            | 6,3″                                | 2424 × 1080                                       | Google Tensor G4 | 12 GB           | 128 / 256 GB              | 50 3 + 48 MP          | 152,8         | 72,0                             | 8,5                            | 198            | Grünes Häkchensymbol für ja           | 4700               |
| Pixel 9 Pro      | Smartphone | September 2024   | 1099             | 14.0            | 16.0            | 6,3″                                | 2856 × 1280                                       | Google Tensor G4 | 16 GB           | 128 / 256 / 512 GB / 1 TB | 50 3 + 48 + 48 MP 4   | 152,8         | 72,0                             | 8,5                            | 199            | Grünes Häkchensymbol für ja           | 4700               |
| Pixel 9 Pro XL   | Smartphone | September 2024   | 1199             | 14.0            | 16.0            | 6,7″                                | 2992 × 1344                                       | Google Tensor G4 | 16 GB           | 128 / 256 / 512 GB / 1 TB | 50 3 + 48 + 48 MP 4   | 162,8         | 76,6                             | 8,5                            | 221            | Grünes Häkchensymbol für ja           | 5060               |
| Pixel 9a         | Smartphone | April 2025       | 549              | 15.0            | 16.0            | 6,3″                                | 2424 × 1080                                       | Google Tensor G4 | 8 GB            | 128 / 256 GB              | 48 + 13 MP            | 154,7         | 73,3                             | 8,9                            | 186            | Grünes Häkchensymbol für ja           | 5100               |
| Pixel 9 Pro Fold | Foldable   | September 2024   | 1899             | 14.0            | 16.0            | 6,3″ (Außenseite) 8,0″ (Innenseite) | 2424 × 1080 (Außenseite) 2152 × 2076 (Innenseite) | Google Tensor G4 | 16 GB           | 256 / 512 GB              | 48 + 10,8 + 10,8 MP   | 155,2         | 77,1 (gefaltet) 150,2 (geöffnet) | 10,5 (gefaltet) 5,1 (geöffnet) | 257            | Grünes Häkchensymbol für ja           | 4650               |
| Pixel Tablet     | Tablet     | 20. Juni 2023    | 499              | 13.0            | 16.0            | 10,95″                              | 2560 × 1600                                       | Google Tensor G2 | 8 GB            | 128 / 256 GB              | 8 MP                  | 258           | 169                              | 8,1                            | 493            | Rotes X oder Kreuzchensymbol für nein | 7040               |

### Wear OS
| Name | Gerätetyp | Marktstart | UVP ab (in Euro) | Wear-OS-Version | Kompatibilität (Android) | Prozessor | Arbeitsspeicher | Flashspeicher | Größe (in mm) | Höhe (in mm) | Gewicht (in g) | Akkugröße (in mAh) |             |            |               |       |     |                |                                     |            |            |    |      |    |     |
| ---- | --------- | ---------- | ---------------- | --------------- | ------------------------ | --------- | --------------- | ------------- | ------------- | ------------ | -------------- | ------------------ | ----------- | ---------- | ------------- | ----- | --- | -------------- | ----------------------------------- | ---------- | ---------- | -- | ---- | -- | --- |
| Name | Gerätetyp | Marktstart | UVP ab (in Euro) | Wear-OS-Version | Kompatibilität (Android) | Prozessor | Arbeitsspeicher | Flashspeicher | Größe (in mm) | Höhe (in mm) | Gewicht (in g) | Akkugröße (in mAh) | Pixel Watch | Smartwatch | 13. Okt. 2022 | 397 € | 3.5 | 8.0 oder höher | Exynos 9110; Cortex M33-Coprozessor | 2 GB SDRAM | 32 GB eMMC | 41 | 12,3 | 36 | 294 |

### ChromeOS
| Name                     | Gerätetyp   | Marktstart    | UVP (in USD) | Größe  | Auflösung (in Pixel) | Prozessor        | Arbeitsspeicher | Flashspeicher | Frontkamera | Hauptkamera |
| ------------------------ | ----------- | ------------- | ------------ | ------ | -------------------- | ---------------- | --------------- | ------------- | ----------- | ----------- |
| Chromebook Pixel (Wi-Fi) | Notebook    | 21. Feb. 2013 | 1299         | 12,85″ | 2560 × 1700          | Intel Core i5    | 4 GB            | 32 GB         | 0,9 MP      | –           |
| Chromebook Pixel (Wi-Fi) | Notebook    | 11. März 2015 | 999          | 12,85″ | 2560 × 1700          | Intel Core i5    | 8 GB            | 32 GB         | 0,9 MP      | –           |
| Chromebook Pixel (Wi-Fi) | Notebook    | 11. März 2015 | 1299         | 12,85″ | 2560 × 1700          | Intel Core i7    | 16 GB           | 64 GB         | 0,9 MP      | –           |
| Chromebook Pixel (LTE)   | Notebook    | 12. Apr. 2013 | 1449         | 12,85″ | 2560 × 1700          | Intel Core i5    | 4 GB            | 64 GB         | 0,9 MP      | –           |
| Pixelbook                | Convertible | 30. Okt. 2017 | ab 999       | 12,3″  | 2400 × 1600          | Intel Core i5    | 8 GB            | 128 / 256 GB  | 2 MP        | –           |
| Pixelbook                | Convertible | 30. Okt. 2017 | 1649         | 12,3″  | 2400 × 1600          | Intel Core i7    | 16 GB           | 512 GB        | 2 MP        | –           |
| Pixel Slate              | Tablet      | 9. Okt. 2018  | ab 599       | 12,3″  | 3000 × 2000          | Intel Celeron    | 4 / 8 GB        | 32 / 64 GB    | 8 MP        | 8 MP        |
| Pixel Slate              | Tablet      | 9. Okt. 2018  | ab 799       | 12,3″  | 3000 × 2000          | Intel Core m3/i5 | 8 GB            | 64 / 128 GB   | 8 MP        | 8 MP        |
| Pixel Slate              | Tablet      | 9. Okt. 2018  | 1599         | 12,3″  | 3000 × 2000          | Intel Core i7    | 16 GB           | 256 GB        | 8 MP        | 8 MP        |
| Pixelbook Go             | Notebook    | 15. Okt. 2019 | ab 649       | 13,3″  | 1920 × 1080          | Intel Core m3/i5 | 8 / 16 GB       | 64 / 128 GB   | 2 MP        | –           |
| Pixelbook Go             | Notebook    | 15. Okt. 2019 | 1399         | 13,3″  | 3840 × 2160          | Intel Core i7    | 16 GB           | 256 GB        | 2 MP        | –           |

### Zubehör
| Name                   | Gerätetyp      | Marktstart      | UVP     |
| ---------------------- | -------------- | --------------- | ------- |
| Pixel C Keyboard       | Tastatur       | 5. Dez. 2015    | 169 €   |
| Pixel C Folio Keyboard | Tastatur       | 5. Dez. 2015    | 169 €   |
| Pixelbook Pen          | Eingabestift   | 30. Okt. 2017   | 099 USD |
| Pixel Buds             | Kopfhörer      | Dez. 2017       | 199 €   |
| Pixel Buds A-Series    | Kopfhörer      | 18. August 2021 | 099 €   |
| Pixel Buds Pro         | Kopfhörer      | 28. Juli 2022   | 219 €   |
| Pixel Buds Pro 2       | Kopfhörer      | -               | 249 €   |
| Pixel USB-C Kopfhörer  | Kopfhörer      | Nov. 2018       | 035 €   |
| Pixel Stand            | Dockingstation | Nov. 2018       | 079 €   |
| Pixel Slate Keyboard   | Tastatur       | 9. Okt. 2018    | 199 USD |

## Entsperrbarer Android-Bootloader und Android-Custom-ROMs
Der „Bootloader“ (Fastboot) der Android-Geräte ist einfach entsperrbar, wodurch man ohne Kontakt zum Gerätehersteller die von Google vorinstallierte Android-Version gegen freie Android-Custom-ROMs wie LineageOS austauschen kann. Gleichermaßen kann das vorinstallierte Recovery-System durch das wesentlich komfortablere TWRP (bietet u. a. umfangreiche Datensicherungsfunktionen) ersetzt werden und ein Systemverwalter-Zugang kann eingerichtet werden („Rooten“). Der Nachteil von gerooteten Pixeln mit offenen Bootloadern ist, dass der Verified-Boot-Prozess zur Wahrung der Systemintegrität außer Kraft gesetzt wird. Verified Boot stellt nicht nur sicher, dass auf Geräten eine sichere Version von Android ausgeführt wird, sondern sucht auch nach der richtigen Version von Android mit Rollback-Schutz. Derzeit unterstützen nur GrapheneOS und CalyxOS Verified Boot mit Rollback-Schutz, da diese ROMs speziell für die Pixel-Geräte entworfen wurden. Auch berichtet Golem.de von mangelnder Geschwindigkeit von LineageOS und anderen Custom-ROMs bzw. Stock-ROMs gegenüber den Stock-ROMs von Google sowie GrapheneOS und CalyxOS, da die Sicherheitsupdates von Google direkt übernommen werden.

### GrapheneOS
Die Google-Pixel-Smartphones erfüllen als einzige Android-Geräte die Sicherheitsanforderungen des Android-Custom-ROM GrapheneOS, welches Wert auf Datenschutz und Sicherheit legt und weder Google(-Play)-Dienste noch die quelloffenen Alternative microG nutzt. Edward Snowden sagte im September 2019, dass er dieses Betriebssystem nutzen würde, wenn er sich ein neues Smartphone kaufen würde.

### CalyxOS
CalyxOS ist ein freies und quelloffenes Android-Custom-ROM hauptsächlich für die Pixel-Reihe. Es konzentriert sich auf Datenschutz, Sicherheit und Barrierefreiheit. Das Betriebssystem kann auf die Verwendung der Google-Play-Dienste verzichten oder durch die quelloffene Alternative microG bestimmte Dienste nutzen. Ähnlich wie Tails oder Whonix liefert CalyxOS eine Reihe auf Datenschutz ausgerichtete Standard-Software mit, wie z. B. F-Droid, K-9 Mail, Briar, Signal u. a. Datenschutz-Apps. Es bietet wie GrapheneOS Verified Boot-Unterstützung.

### Ubuntu Touch
Ubuntu Touch ist ein unixoides Betriebssystem für Mobilgeräte, welches auf geringen Ressourcenverbrauch und Datenschutz ausgelegt ist. Es ist für einige Geräte der Pixel-Reihe installierbar. Besonderheiten sind die eigenen, Qt basierten Frameworks für Apps, die auch über einen eigenständigen Appstore angeboten werden. Des Weiteren benutzt das System die Oberfläche Lomiri, die wie Ubuntu Touch selbst einst von Canonical entwickelt wurde. Im Allgemeinen wurden einige Funktionsweisen von Ubuntu und ähnlichen Linux-Distributionen übernommen.